# MAT 49
A MAT 49 (franciául: Pistolet mitrailleur de 9 mm modèle 1949) a francia Manufacture Nationale d'Armes de Tulle (MAT) által kifejlesztett és gyártott 9 mm-es géppisztoly.

## Története
A második világháború után újraszervezett francia hadsereg korszerű fegyverek hiányában csak elavult MAS 36 puskákkal és MAS 38 géppisztolyokkal rendelkezett. A sorozatlövő fegyverre kiírt pályázatra a Chatellerault (MAC), a Saint-Etienne (MAS) és a Tulle (MAT) fegyvergyárak készítettek prototípusokat, a lőtéri próbák után a Tulle fegyvergyár MAT 1948 prototípus gyártása mellett döntöttek. A géppisztoly sorozatgyártása 1949-ben kezdődött meg, a francia hadseregben 1949 júniusában, a Francia Idegenlégiónál, a francia csendőrségnél és a francia gyarmati hadseregnél az 1950-es évek elején rendszeresítették MAT 49 néven.
A második világháború befejezése után a francia gyarmatokon felerősödtek a függetlenedési törekvések, gerillacsoportok alakultak meg (például Việt Minh), meglepetésszerű támadásokat indítottak a francia csapatok ellen. A MAT 49 géppisztolyt elsőként az első indokínai háborúban vetették be a francia gyarmati hadsereg oldalán. Kis mérete és megbízhatósága miatt kedvelt fegyver volt a katonák körében. Az első indokínai háború során, valamint a francia kivonulás után a kommunista erők által zsákmányolt MAT 49 géppisztolyok egy részét átalakították a 7,62 × 25 mm TT lőszer használatára, emellett a 600 lövés/perces tűzgyorsaságot 900 lövés/percre növelték. A fegyver algériai háború során mind a francia hadsereg, mind a felkelők oldalán is megjelent, a szuezi válság alatt a deszantos alakulatok és a harcjárművek kezelőszemélyzete használta. A vietnámi háború kezdeti szakaszában a Vietkong és a Vietnámi Néphadsereg szolgálatában bukkant fel, ám a Szovjetunióból és Kínából nagy mennyiségben érkező AK–47 és annak kínai változata, az 56-os típusú gépkarabélyok hadrendbe állítását követően alkalmazása egyre inkább háttérbe szorult. Franciaország több mint 1 000 000 db MAT 49-t exportált a harmadik világ országaiba, főleg a volt francia gyarmatoknak.
A MAT 49 gyártását 1949-től az 1960-as évek közepéig a Tulle-i fegyvergyár végezte, ekkor a géppisztoly előállítását a Saint-Etienne-i fegyvergyárba telepítették át. A gépkarabélyok hatékonysága következtében Franciaország az 1970-es évek végén leállította az addig rendszerben lévő MAS 49/56 félautomata puska és a MAT 49 gyártását. A MAS 49/56 és MAT 49 leváltására készült FAMAS gépkarabélyt 1979-ben rendszeresítették a francia haderőnél.

## Műszaki jellemzők
A MAT 49 tömegzáras rendszerű, automata sorozatlövő fegyver. A tok, a pisztolymarkolat és a tárfészek préselt acéllemezből készült, az egyszerűsített előállítás a nyersanyagigény csökkenését és a gyártási idő lerövidülését eredményezte. A 260 mm hosszúságú, fémből gyártott tusa szállításkor a fegyvercső végéig előretolható, emellett a tárfészek 90° szögben előre fordítható. A hadsereg által rendszeresített MAT 49-ek kizárólag automata üzemmódban használhatók, a francia csendőrség számára speciális, tűzváltókarral felszerelt, fatusájú változatot is gyártottak. A fegyver a 9×19 mm Parabellum lőszert használja, a lőszerellátást a 20 vagy 32 db lőszert befogadó tár biztosítja. A zár felhúzó karja a bal oldalon található. Irányzéka nyílt, a nézőke 50 és 100 m között állítható.
|                                                       | MAT 49 francia változat | MAT 49 vietnámi változat |
| ----------------------------------------------------- | ----------------------- | ------------------------ |
| Lőszer:                                               | 9 × 19 mm Parabellum    | 7,62 × 25 mm TT          |
| Fegyver hossza: (kihajtott / behajtott válltámasszal) | 720 mm / 460 mm         | 760 mm / 500 mm          |
| Csőhossz:                                             | 230 mm                  | 270 mm                   |
| Tömeg:                                                | 3,5 kg (tár nélkül)     | 3,7 kg (tár nélkül)      |
| Tárkapacitás:                                         | 20 vagy 32 db           | 35 db                    |
| Elméleti tűzgyorsaság:                                | 600 lövés/perc          | 900 lövés/perc           |
| Csőtorkolati sebesség:                                | 390 m/s                 | 390 m/s                  |
| Hatásos lőtávolság:                                   | 50 – 100 m              | 50 – 100 m               |

## Változatok
- MAT 49 – alapváltozat
- MAT 49/54 – A francia csendőrség részére tervezett, hosszabb csővel, tűzváltókarral és rögzített fatusával ellátott változat. A fegyver félautomata és automata üzemmódban is használható.

## Rendszeresítő államok
- Algéria
- Benin
- Bissau-Guinea
- Bolívia
- Burundi
- Csád
- Comore-szigetek
- Dzsibuti
- Elefántcsontpart
- Franciaország
- Gabon
- Guinea
- Kambodzsa

- Kamerun
- Kongói Köztársaság
- Közép-afrikai Köztársaság
- Laosz
- Libanon
- Madagaszkár
- Marokkó
- Mauritánia
- Niger
- Seychelle-szigetek
- Szenegál
- Vietnám

## Külső hivatkozások
- Modern Firearms – MAT 49 – (angol nyelvű)
- Gun's World – MAT 49 kézikönyv – (francia nyelvű)